# Rip Hamilton
Rip Hamilton, właśc. Richard Hamilton (ur. 14 lutego 1978 w Coatesville) – amerykański koszykarz, występujący na pozycji rzucającego obrońcy, mistrz NBA z 2004.
W 1996 wystąpił w meczu gwiazd amerykańskich szkół średnich – McDonald’s All-American. Został też zaliczony do II składu Parade All-American (1996).
Karierę rozpoczynał w drużynie koszykarskiej uniwersytetu Connecticut. W drafcie 1999 został wybrany z 7 numerem przez Washington Wizards. W drużynie ze stolicy Stanów Zjednoczonych grał przez trzy sezony. W 2002 został oddany do Detroit Pistons, gdzie spędził 9 sezonów. W 2011 podpisał trzyletni kontrakt z Chicago Bulls.
Hamilton trzykrotnie brał udział w meczach gwiazd NBA, odbywających się podczas weekendów gwiazd. Ponadto w 2004, zdobył wraz z Detroit Pistons tytuł mistrza NBA.
Jest jednym z ponad 40 zawodników w historii, którzy zdobyli zarówno mistrzostwo NCAA, jak i NBA w trakcie swojej kariery sportowej.
W lutym 2015 ogłosił oficjalnie zakończenie kariery sportowej.

## Osiągnięcia
Na podstawie, o ile nie zaznaczono inaczej.
NCAA
- Mistrz:
  - NCAA (1999)
  - turnieju konferencji Big East (1998, 1999)
  - sezonu regularnego Big East (1998, 1999)
- Uczestnik rozgrywek Elite 8 turnieju NCAA (1998, 1999)
- Zawodnik Roku konferencji Big East (1998, 1999)[4]
- Most Outstanding Player (MOP=MVP) rozgrywek NCAA Final Four (1999)[5]
- Zaliczony do:
  - I składu:
    - All-American (1999)
    - Big East (1998, 1999)
    - turnieju:
      - Big East (1998, 1999)
      - NCAA Final Four (1999 przez Associated Press)[6]

    - najlepszych pierwszorocznych zawodników Big East (1997)

  - II składu All-American (1998)

NBA
- Mistrz NBA (2004)
- Wicemistrz NBA (2005)
- Uczestnik:
  - meczu gwiazd NBA (2006–2008)
  - Rising Stars Challenge (2001)
  - konkursu rzutów za 3 punkty NBA (2008)
- Lider sezonu regularnego NBA w skuteczności rzutów za 3 punkty (2006)
- MVP tygodnia NBA (16.12.2001, 22.01.2006)
- Zespół Detroit Pistons zastrzegł należący do niego numer 32

Reprezentacja
- Mistrz Ameryki (1999)[7]

## Rekordy kariery
| Punkty                | 51 (vs New York Knicks)     |
| Rzuty z pola(celne)   | 19 (vs New York Knicks)     |
| Rzuty z pola(ogólnie) | 37 (vs New York Knicks)     |
| Rzuty za „3” (celne)  | 6 (vs Toronto Raptors)      |
| Rzuty za „3” (oddane) | 7 (vs Los Angeles Clippers) |
| Celne osobiste        | 20 (vs Charlotte Bobcats)   |
| Rzuty osobiste oddane | 20 (2 razy)                 |
| Zbiórki ofensywne     | 5 (4 razy)                  |
| Zbiórki defensywne    | 11 (vs Orlando Magic)       |
| Zbiórki               | 11 (vs Orlando Magic)       |
| Asysty                | 12 (vs Orlando Magic)       |
| Przechwyty            | 5 (vs Los Angeles Clippers) |
| Bloki                 | 3 (2 razy)                  |
| Minut na boisku       | 55 (vs New York Knicks)     |